# Christian Cantamessa
Christian Cantamessa (Savona, 4 de octubre de 1976) es un director de cine, desarrollador de videojuegos y escritor ítalo-estadounidense reconocido por haber dirigido la película de 2015 Air, por ser el creador de la historia y el diseñador de los videojuegos Red Dead Redemption y Manhunt y por diseñar los niveles del juego Grand Theft Auto: San Andreas. También es fundador y ejecutivo de la compañía productora de videojuegos Sleep Deprivation Lab.